# Dark Paradise
«Dark Paradise» —en español Paraíso Oscuro— es una canción de la cantante estadounidense Lana Del Rey, incluida en su segundo álbum de estudio, Born to Die (2012). La composición estuvo a cargo de Del Rey junto a Rick Nowels, mientras que la producción corrió por parte de Emile Haynie. Las discográficas Interscope y Polydor lanzaron el sencillo el 1 de marzo de 2013 en varios países europeos. Según Billboard, la pieza representa otra de las declaraciones de amor eterno de Del Rey hacia su amante de personalidad transgresora. Musicalmente, se destaca por su instrumentación, que combina batería, piano y guitarra para crear una atmósfera melancólica y envolvente.
Tras el lanzamiento de la canción, las críticas fueron en general positivas y destacaron especialmente la coproducción y la melodía. La pista tuvo un desempeño moderado en las listas musicales, ya que su distribución se limitó a solo tres países: Alemania, Austria y Suiza. En Alemania, la canción ingresó en la Media Control AG, la lista oficial del país, y llegó a la posición número 45. Permaneció cinco semanas en el listado antes de abandonarlo el 24 de marzo de 2013. Además, logró colocarse en los puestos 42 y 48 en Austria y Suiza, respectivamente. En Alemania, la canción se lanzó en formato de sencillo en CD y también se puso a disposición una versión exclusiva para radio. Aunque «Dark Paradise» no figuraba en el repertorio de sus giras Born to Die Tour y Paradise Tour, Lana Del Rey la interpretó por primera vez en directo el 6 de mayo de 2013 durante un concierto en Roma, como parte de su segunda gira.

## Antecedentes

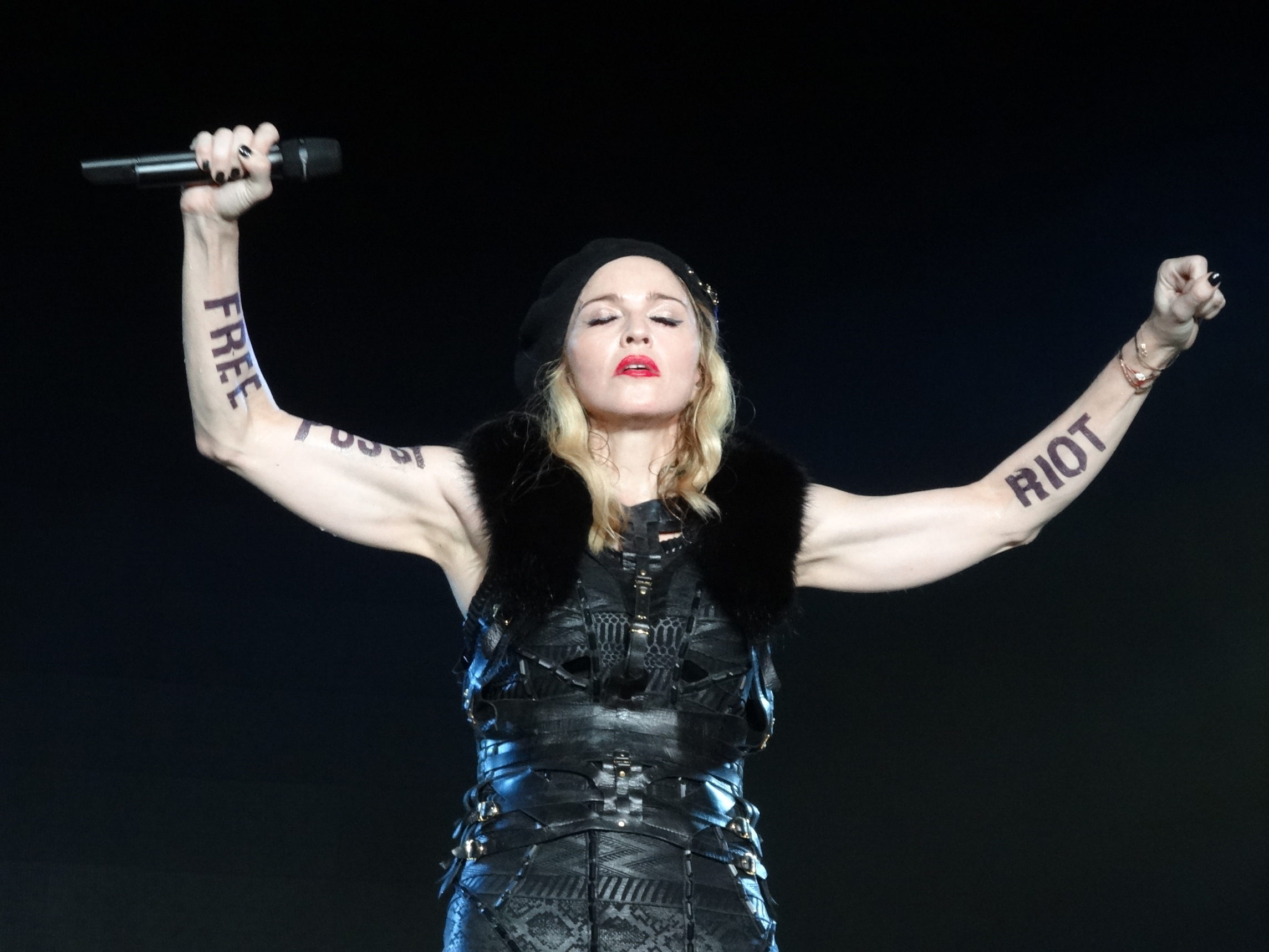
Según la revista Billboard, la melodía de la canción recuerda a Madonna (en la foto) de finales de los 80.

Incluso antes de que la canción fuera lanzada como el sexto sencillo del álbum Born to Die, se publicó en el sitio web de la revista Billboard que: «Del Rey, una vez más, declara su amor eterno por su amante rebelde y señala que la melodía de la canción recuerda a Madonna a finales de los años 80». En una entrevista, la cantante mencionó que estaba trabajando en el videoclip de la canción, así como en el de la pista «Cola», y afirmó que este último sería el próximo sencillo tras «Ride». Sin embargo, nunca se lanzó ningún vídeo oficial para esta canción. El 29 de enero de 2013, se distribuyó una versión editada de la canción a las radios alemanas, con un ritmo más dinámico y acelerado.
Poco después se anunció que la canción serviría como el quinto sencillo en Austria y Alemania, y como el sexto en Suiza. El sencillo estuvo disponible para descarga digital en los tres países a partir del 1 de marzo de 2013. En Alemania, además, se lanzó en formato sencillo en CD. El 27 de marzo, la cantante sorprendió a sus fanáticos, que esperaban el prometido videoclip de la canción, al publicar una versión cover de la pista «Chelsea Hotel #2» , perteneciente al álbum New Skin for the Old Ceremony de Leonard Cohen, en su cuenta de VEVO. En una entrevista realizada en 2012, el cantante británico Tinie Tempah, al hablar sobre las inspiraciones para su nuevo álbum titulado Demonstration , mencionó que estaba escuchando a Lana Del Rey, específicamente la canción «Dark Paradise».

## Composición
Lana Del Rey y Rick Nowels se encargaron de la composición mientras que Emile Haynie de la producción. La canción se enmarca dentro de los géneros musicales pop y trip hop, e incluye instrumentación basada en batería, piano y guitarra. Según la partitura publicada por Universal Music Publishing Group en Musicnotes.com, la pieza tiene un tempo de 66 pulsaciones por minuto y está escrita en la tonalidad de do sostenido menor. Comienza con los versos: «Todos mis amigos dicen que debería seguir adelante / Estoy acostada en el océano, cantando tu canción».Rob Harvilla de Spin, sin entrar en detalles específicos, señaló que había algo peculiar en el título de la pista. Por su parte, Bradley Stern del blog musical MuuMuse destacó que «... uno de los momentos más destacados del álbum ocurre precisamente en 'Dark Paradise', donde Lana lamenta la pérdida de un amor en el mar: 'No hay remedio para la memoria / Su rostro es como una melodía, no sale de mi cabeza'. Sin embargo, en el ambiente gótico de la música subyace un romanticismo profundo, sugiriendo que el amor supera todas las circunstancias, incluso la muerte: 'Nadie se compara a ti / Temo que no me estés esperando al otro lado', confiesa ella bajo ritmos melancólicos».

## Recepción

### Crítica
La canción recibió críticas mixtas por parte de los especialistas. En una reseña pista por pista realizada por la revista Billboard para el álbum, la canción obtuvo un comentario negativo. Los escritores señalaron que «incluso si 'Blue Jeans' o 'Video Games' nunca hubieran existido, esta canción seguiría siendo solo una balada básica de Del Rey». Por otro lado, Randall Roberts del Los Angeles Times la incluyó entre las mejores pistas del álbum, junto con «Video Games» y «Summertime Sadness».Alex Denney de la revista NME comentó que «las pistas 'Dark Paradise' y 'Radio' son consistentes, pero aún suenan como 'Born to Die', recargadas con sus tambores impactantes y arreglos de cuerdas». También destacó que la canción tiene un tono oscuro, encantador y algo kitsch. Amy Sciarretto de PopCrush escribió que la canción es una de las más destacadas del álbum, gracias a los sintetizadores ligeramente agresivos. Kyle Anderson de la revista Entertainment Weekly la clasificó como una de las mejores del disco, junto con «Video Games».
Jaime Gill de la BBC hizo un comentario más crítico sobre la canción, al señalar que «el álbum Born to Die no es perfecto, decae un poco hacia el final, y la brillante producción de trip-hop se vuelve pesada en melodramas de baja intensidad como 'Dark Paradise'». En contraste, Conrad Tao de Sputnikmusic escribió que la canción es excepcional, y la describió como una hermosa pieza cinematográfica de sadcore que lleva orgullosamente su corazón suicida a flor de piel. Randall Roberts del Los Angeles Times también destacó que, en «Summertime Sadness» y «Dark Paradise», los productores utilizaron el espacio sonoro con gran habilidad, a diferencia de otras pistas del álbum. Alexis Petridis del The Guardian escribió en su reseña: «Hay algo cautivador en las melodías de «Mountain Dew Diet» y «Dark Paradise», simplemente arrastran al oyente. La calidad es alta en todas partes, probablemente porque se ha reunido un buen equipo de coautores», y concluyó con elogios a Rick Nowels.

### Comercial
La pista ngresó en la Media Control AG, la lista oficial de Alemania, alcanzando la posición número 45. La canción permaneció cinco semanas en el gráfico y salió de la lista en la semana del 24 de marzo de 2013. En Austria, ocupó el puesto 42, donde permaneció solo una semana en la lista oficial Ö3 Austria Top 40. En la Schweizer Hitparade de Suiza, el sencillo logró posicionarse en el lugar número 48, también durante una sola semana. Finalmente, el 10 de mayo de 2013, la canción alcanzó el número 5 en la lista oficial de Polonia.

#### Listas semanales
| Lista (2013)                          | Mejor posición |
| ------------------------------------- | -------------- |
| Austria (Ö3 Austria Top 40)           | 42             |
| Alemania (Offizielle Deutsche Charts) | 45             |
| Polonia (Polish Airplay Top 100)      | 5              |
| Suiza (Schweizer Hitparade)           | 48             |

## Lista de canciones
Todas las canciones escritas y compuestas por Lana Del Rey y Rick Nowels. 
| CD sencillo y descarga digital |                             |                        |          |  |
| N.º                            | Título                      | Productor(es)          | Duración |  |
| 1.                             | «Dark Paradise» (radio mix) | Nowels Devrim Karaoglu | 3:52     |  |
| 2.                             | «Dark Paradise»             | Emile Haynie           | 4:04     |  |
| 7:56                           |                             |                        |          |  |

## Historial de lanzamiento
| País     | Fecha              | Formato(s)                       | Sello(s)           |
| -------- | ------------------ | -------------------------------- | ------------------ |
| Austria  | 1 de marzo de 2013 | Sencillo en CD, descarga digital | Vertigo, Universal |
| Alemania | 1 de marzo de 2013 | Sencillo en CD, descarga digital | Vertigo, Universal |
| Suiza    | 1 de marzo de 2013 | Sencillo en CD, descarga digital | Vertigo, Universal |